# Anisozyga decorata
Anisozyga decorata là một loài bướm đêm trong họ Geometridae.